# Australian Open 1974
Wielkoszlemowy turniej tenisowy Australian Open w 1974 roku rozegrano w Melbourne w dniach 26 grudnia - 1 stycznia.

## Zwycięzcy

### Gra pojedyncza mężczyzn
- Jimmy Connors (USA) - Phil Dent (AUS) 7:6, 6:4, 4:6, 6:3

### Gra pojedyncza kobiet
- Evonne Goolagong Cawley (AUS) - Chris Evert (USA) 7:6, 4:6, 6:0

### Gra podwójna mężczyzn
- Ross Case (AUS)/Geoff Masters (AUS) - Syd Ball (AUS)/Bob Giltinan (AUS) 6:7, 6:3, 6:4

### Gra podwójna kobiet
- Evonne Goolagong Cawley (AUS)/Peggy Michel (USA) - Kerry Harris (AUS)/Kerry Melville-Reid (AUS) 7:5, 6:3

### Gra mieszana
Nie rozegrano turnieju par mieszanych